# Sonatala
Sonatala är ett underdistrikt i Bangladesh. Det ligger i den centrala delen av landet, 170 km nordväst om huvudstaden Dhaka.
Trakten runt Sonatala består till största delen av jordbruksmark. Runt Sonatala är det tätbefolkat, med 947 invånare per kvadratkilometer.